# Afon (Krater)
Afon ist der Name eines Einschlagkraters auf dem stark verkraterten Asteroiden (243) Ida. (243) Ida umkreist die Sonne im äußeren Hauptgürtel des Asteroidengürtels. Afon hat einen mittleren Durchmesser von circa 800 Metern.
Er befindet sich genau auf dem Nullmeridian von (243) Ida, wobei Afon willkürlich als Nullmeridian gewählt wurde.
Das Gestein in der Nähe des Kraters Afon ließ sich als LL5- und LL6-Chondrite bestimmen, das heißt, Meteoritengestein mit geringem Anteil an Nickeleisen und sonstigen Metallen, das stark erhitzt wurde. Auf dem Ida-Mond Dactyl lässt sich LL4-Chondrit nachweisen, was vermuten lässt, dass Dactyl ein Einschlagsfragment aus der Afon-Region ist.

## Benennung
Einen Eigennamen erhielt der Krater 1994 von der Internationalen Astronomischen Union (IA) als erste benannte Oberflächenformation auf dem Asteroiden. Krater auf (234) Ida werden nach Höhlen benannt. Afon ist ein Namensbestandteil des russischen Namens der abchasischen Achali-Atoni-Grotte (russisch Новоафонская Пещера; Transkription: Nowoafonskaja Peschtschera), eine der weltgrößten Tropfsteinhöhlen.